# Nino Castellini
Antonio Castellini, noto come Nino Castellini (Palermo, 14 aprile 1951 – Palermo, 26 agosto 1976), è stato un pugile italiano olimpionico a Monaco 1972 e campione nazionale nella categoria dei pesi superwelter.

## Biografia

### Carriera da dilettante
Nato a Palermo, incominciò ad allenarsi giovanissimo nella palestra Tomaselli a Palermo e stupisce sin dal primo incontro nel 1969.
Sotto la guida di Franco Tomaselli divenne ben presto campione italiano dilettanti, primeggiando nei Pesi welter nel 1970 a Sassari e nei superwelter nel 1972 a Roma.
Ai Giochi del Mediterraneo del 1971, a Smirne vinse la medaglia d'argento nei superwelter.
Vestì la maglia azzurra alle Olimpiadi di Monaco del 1972, dove fu eliminato al primo turno nei superwelter, con decisione unanime, dal polacco Wiesław Rudkowski, poi medaglia d'argento.

### Carriera da professionista
Castellini passò professionista nell'ottobre del 1972. Il 28 aprile 1974 a Palermo conquistò il titolo italiano dei pesi superwelter battendo Aldo Bentini ai punti. 
Il 14 agosto dello stesso anno, a Cefalù, respinge ai punti l'assalto al titolo di Walter Guernieri. Infligge una punizione più dura ad Aldo Bentini nella rivincita disputata il 20 dicembre successivo a Milano, sconfiggendolo per knock-out tecnico al terzo round. Difende ancora vittoriosamente la cintura italiana a Fermo, il 7 giugno 1975, battendo per Kot alla settima ripresa Osvaldo Smerilli.
Dopo una sconfitta contro il futuro Campione del Mondo dei medi, Vito Antuofermo, per Kot al 5º round, Castellini mette nuovamente in palio il titolo contro Damiano Lassandro. Il 5 novembre 1975, a Pesaro, è sconfitto da Lassandro e perde la cintura per squalifica alla quarta ripresa. 
Il 21 aprile 1976 si prende la rivincita sull'avversario battendolo per Kot al quarto round e riconquistando il titolo italiano dei superwelter.
Combatté un'ultima volta il 14 agosto dello stesso anno, battendo ai punti in otto riprese, a Ospedaletti, il camerunese Simon Berek Rifoey.

### Morte
Quello con Rifoey sarà l'ultimo incontro di Castellini , che morirà in un incidente stradale nella galleria della Palermo-Punta Raisi il 26 agosto dello stesso anno. 
Morì conservando il titolo italiano e prima di poter disputare il match valido per il titolo europeo.
Ancora oggi il nome di Castellini viene ricordato nella sua città natale, il suo maestro ha infatti deciso di dedicare la palestra a suo nome (Polisportiva Nino Castellini Palermo).